# Ross O'Hennessy
Ross O'Hennessy (nascido em 1974) é um ator galês. É mais conhecido por seus papéis em Hollyoaks Later e Da Vinci's Demons.